# 納德姆區
納德姆區（俄语：Надымский район），是俄羅斯的一個區，位於該國北部，由亞馬爾-涅涅茨自治區負責管轄，始建於1930年12月10日，面積110,000平方公里，2010年人口19,919，人口密度每平方公里0.18人。